# Граф Рамануджана
У спектральній теорії графів граф Рамануджана, названий на честь індійського математика Рамануджана, — це регулярний граф, спектральна щілина якого майже настільки велика, наскільки це можливо (див. статтю «Екстремальна теорія графів»). Такі графи є чудовими спектральними експандерами.
Прикладами графів Рамануджана є кліки, повні двочасткові графи {\displaystyle K_{n,n}} та граф Петерсена. Як зауважує Мурті, графи Рамануджана «сплавляють воєдино різні гілки чистої математики, а саме, теорію чисел, теорію представлень та алгебричну геометрію». Як зауважив Тосікадзу Сунада, регулярний граф є графом Рамануджана тоді й лише тоді, коли його дзета-функція Іхари  задовольняє аналог гіпотези Рімана.

## Визначення
Нехай {\displaystyle G} — зв'язний {\displaystyle d}-регулярний графом із {\displaystyle n} вершинами, а {\displaystyle \lambda _{0}\geqslant \lambda _{1}\geqslant \cdots \geqslant \lambda _{n-1}} — власні числа матриці суміжності графа {\displaystyle G}. Оскільки граф {\displaystyle G} зв'язний і {\displaystyle d}-регулярний, його власні числа задовольняють нерівності {\displaystyle d=\lambda _{0}>\lambda _{1}\geqslant \cdots \geqslant \lambda _{n-1}\geqslant -d}. Якщо існує значення {\displaystyle \lambda _{i}}, для котрого {\displaystyle |\lambda _{i}|<d}, визначимо
{\displaystyle \lambda (G)=\max _{|\lambda _{i}|<d}|\lambda _{i}|.\,}
{\displaystyle d}-Регулярний граф {\displaystyle G} є графом Рамануджана, якщо {\displaystyle \lambda (G)\leqslant 2{\sqrt {d-1}}}.
Граф Рамануджана описується як регулярний граф, дзета-функція Іхари якого задовольняє аналог гіпотези Рімана.

## Екстремальність графів Рамануджана
Для фіксованого значення {\displaystyle d} і великого {\displaystyle n} {\displaystyle d}-регулярні графи Рамануджана з {\displaystyle n} вершинами майже мінімізують {\displaystyle \lambda (G)}. Якщо {\displaystyle G} є {\displaystyle d}-регулярним графом із діаметром {\displaystyle m}, теорема Алона стверджує
{\displaystyle \lambda _{1}\geqslant 2{\sqrt {d-1}}-{\frac {2{\sqrt {d-1}}-1}{\lfloor m/2\rfloor }}.}
Якщо {\displaystyle G} є {\displaystyle d}-регулярним і зв'язним принаймні на трьох вершинах, {\displaystyle |\lambda _{1}|<d}, а тому {\displaystyle \lambda (G)\geqslant \lambda _{1}}. Нехай {\displaystyle {\mathcal {G}}_{n}^{d}} — множина всіх зв'язних {\displaystyle d}-регулярних графів {\displaystyle G} принаймні з {\displaystyle n} вершинами. Оскільки мінімальний діаметр графа в {\displaystyle {\mathcal {G}}_{n}^{d}} прямує до нескінченності за фіксованого {\displaystyle d} і збільшення {\displaystyle n}, з цієї теореми випливає теорема Алона й Боппана, яка стверджує
{\displaystyle \lim _{n\to \infty }\inf _{G\in {\mathcal {G}}_{n}^{d}}\lambda (G)\geqslant 2{\sqrt {d-1}}.}
Трохи строгіша межа
{\displaystyle \lambda _{1}\geqslant 2{\sqrt {d-1}}\cdot \left(1-{\frac {c}{m^{2}}}\right),}
де {\displaystyle c\approx 2\pi ^{2}}. Суть доведення Фрідмана така. Візьмемо {\displaystyle k=\left\lfloor {\frac {m}{2}}\right\rfloor -1}. Нехай {\displaystyle T_{d,k}} — {\displaystyle d}-регулярне дерево висоти {\displaystyle k}, і {\displaystyle A_{T_{k}}} — його матриця суміжності. Ми хочемо довести, що {\displaystyle \lambda (G)\geqslant \lambda (T_{d,k})=2{\sqrt {d-1}}\cos \theta } для деякого {\displaystyle \theta }, що залежить тільки від {\displaystyle m}. Визначимо функцію {\displaystyle g:V(T_{d,k})\rightarrow \mathbb {R} } так: {\displaystyle g(x)=(d-1)^{-\delta /2}\cdot \sin((k+1-\delta )\theta )}, де {\displaystyle \delta } є відстанню від {\displaystyle x} до кореня {\displaystyle T_{d,k}}. Вибираючи {\displaystyle \theta } близьким до {\displaystyle 2\pi /m}, можна довести, що {\displaystyle A_{t,k}g=\lambda (T_{d,k})g}. Тепер нехай {\displaystyle s} і {\displaystyle t} — пара вершин на відстані {\displaystyle m} і визначимо
{\displaystyle f(v)={\begin{cases}c_{1}g(v_{s})&&dist(v,s)\leqslant k,\\-c_{2}g(v_{t})&&dist(v,t)\leqslant k,\\0&\end{cases}}}
де {\displaystyle v_{s}} — вершина в {\displaystyle T_{d,k}}, відстань від якої до кореня дорівнює відстані від {\displaystyle v} до {\displaystyle s} ({\displaystyle dist(v,s)}) і симетрична для {\displaystyle v_{t}}. Вибравши відповідні {\displaystyle c_{1},c_{2}} ми отримаємо {\displaystyle f\perp 1}, {\displaystyle (Af)_{v}\geqslant \lambda (T_{d,k})f_{v}} для {\displaystyle v} близьких до {\displaystyle s} і {\displaystyle (Af)_{v}\leqslant \lambda (T_{d,k})f_{v}} для {\displaystyle v} близьких до {\displaystyle t}. Тоді, за теоремою про мінімакс, {\displaystyle \lambda (G)\geqslant fAf^{T}/\|f\|^{2}\geqslant \lambda (T_{d,k})}.

## Побудови
Побудови графів Рамануджана часто алгебричні.
- Лубоцькі, Філіпс та Сарнак[4] показали, як побудувати нескінченне сімейство {\displaystyle (p+1)}-регулярних графів Рамануджана, коли {\displaystyle p} є простим числом і {\displaystyle p\equiv 1{\pmod {4}}}. Їхнє доведення використовує гіпотезу Рамануджана, звідки й отримали назву графи Рамануджана. Крім властивості бути графами Рамануджана, їхня побудова має низку інших властивостей. Наприклад, обхват дорівнює {\displaystyle \Omega (\log _{p}(n))}, де {\displaystyle n} — число вузлів.
- Моргенштерн[5] розширив побудову Лубоцькі, Філліпса та Сарнака. Його побудова допустима, якщо {\displaystyle p} є степенем простого числа.
- Арнольд Піцер довів, що суперсингулярні ізогенії графа[en] є графами Рамануджана, хоча, як правило, вони мають менший обхват, ніж графи Лубоцькі, Філліпса та Сарнака[6]. Подібно до графів Лубоцькі, Філіпса та Сарнака, степеня цих графів завжди дорівнюють простому числу + 1. Ці графи пропонуються як базис постквантової еліптичної криптографії[7].
- Адам Маркус, Даніель Спільман[8] та Нікхіл Срівастава[9] довели існування {\displaystyle d}-регулярних двочасткових графів Рамануджана для будь-якого {\displaystyle d}. Пізніше[10] вони довели, що існують двочасткові графи Рамануджана будь-якого степеня та з будь-яким числом вершин. Міхаель Б. Коен[11] показав, як будувати ці графи за поліноміальний час.